# Enicospilus umbratus
Enicospilus umbratus là một loài tò vò trong họ Ichneumonidae.